# Влад Федір Іванович
Фе́дір Іва́нович Влад (нар. 7 квітня 1963, село Підгірне, тепер Болградського району Одеської області) — український діяч, заступник голови Антимонопольного комітету України, перший заступник Міністра внутрішніх справ України, голова Одеської обласної ради (2005—2006 рр.).

## Життєпис
У 1985 році закінчив Одеський сільськогосподарський інститут за спеціальністю «вчений агроном».
У 1985 році — начальник цеху кормовиробництва радгоспу «Бессарабське» смт Тарутине Одеської області. У 1985—1986 роках — служба в Радянській армії.
У грудні 1986 — травні 1995 року — головний агроном, директор радгоспу «Бородинський» смт Тарутине Одеської області. У травні 1995 — травні 1998 року — голова колективного сільськогосподарського підприємства «Бородинське» смт Тарутине Одеської області.
У травні — липні 1998 року — заступник голови, у липні 1998 — липні 2004 року — голова Відкритого акціонерного товариства «Березинський комбінат хлібопродуктів (КХП)» смт. Тарутине Одеської області.
У 2002 році закінчив Одеський регіональний інститут державного управління Української академії державного управління при Президентові України, магістр державного управління.
У липні 2004 — липні 2005 року — голова Закритого акціонерного товариства «Переробник» у місті Кривому Розі Дніпропетровської області.
Обирався депутатом Одеської обласної ради двох скликань від Соціалістичної партії України.
22 липня 2005 — 23 травня 2006 року — голова Одеської обласної ради.
У серпні — жовтні 2007 року — 1-й заступник Міністра внутрішніх справ України з тилового забезпечення.
У 2007 — лютому 2012 року — 1-й заступник генерального директора ТОВ «Укрзернопром Агро».
У лютому — травні 2012 року — державний уповноважений Антимонопольного комітету України. У травні 2012 — 1 березня 2014 року — заступник голови — державний уповноважений Антимонопольного комітету України.